# ایزابلا، نگروس غربی
ایزابلا، نگروس غربی (به لاتین: Isabela, Negros Occidental) یک منطقهٔ مسکونی در فیلیپین است که در نگرو غربی واقع شده‌است.

## خصوصیات
ایزابلا ۱۷۸٫۷۶ کیلومترمربع مساحت و ۵۹٬۵۲۳ نفر جمعیت دارد.